# دورة ساروس
دورة ساروس (بالإنجليزية: saros series)‏ هي فترة ما يقرب من 223 شهر قمري (حوالي 6585.3211 يوماً، أو ما يعادل 18 سنة، 11 أيام، 8 ساعات)، بحيث يمكن استخدامها للتنبؤ بحدوث الخسوف والكسوف. فخلال هذه الدورة تعود كل الشمس والقمر والأرض إلى نفس الموقع نسبيا، وهذا يعدل تقريبا 19 سنة كسوفية إلا قريباً من نصف اليوم. لذلك تتكرر حوادث الكسوف على خطوط العرض نفسها ولكن بفارق قدره 120 درجه على خطوط الطول. وهذا الفرق سببه فضل ثلث اليوم ففيه تدور الأرض ثلث دورة. وبذلك يمكن القول إن حوادث الكسوف تتكرر على المواضع نفسها من الأرض كل 54 سنة تقريبا.
تاريخياً، أقرب الوثائق التاريخية تشير إلى اكتشاف الكلدانيون (علماء الفلك القدماء في بابل) لدورة ساروس بعدة قرون قبل الميلاد. كذلك عرفت هذه الدورة في فترة باسم هيبارخوس، و بطليموس.